# Ann Osgerby
Ann Osgerby, née le 20 janvier 1963 à Preston (Lancashire), est une ancienne nageuse britannique spécialiste du papillon. Elle est médaillée d'argent olympique en relais aux Jeux de 1980.

## Carrière
Lors des Jeux olympiques d'été de 1980 à Moscou, elle fait partie de l'équipe britannique — avec Margaret Kelly, Helen Jameson et June Croft — qui remporte la médaille d'argent du 4 x 100 m 4 nages. Bien que leurs adversaires est-allemandes — arrivées premières — aient reconnues le dopage d'État, elles n'ont jamais été disqualifiées. Lors de la même compétition, elle termine 4e du 100 m papillon derrière trois nageuse est-allemandes, elles aussi ayant reconnues le dopage d'État de leur pays.
Sa sœur jumelle, Janet Osgerby (en) est également une ancienne nageuse de haut-niveau. Elles sont la première paire de jumelles à participer à la même finale olympique.

## Palmarès
| Date | Compétition           | Lieu        | Place | Course            |
| ---- | --------------------- | ----------- | ----- | ----------------- |
| 1980 | Jeux olympiques       | Moscou      | 4e    | 100 m papillon    |
| 1980 | Jeux olympiques       | Moscou      | 6e    | 200 m papillon    |
| 1980 | Jeux olympiques       | Moscou      | 2e    | 4 x 100 m 4 nages |
| 1981 | Championnats d'Europe | Belgrade    | 5e    | 100 m papillon    |
| 1982 | Championnats du monde | Guayaquil   | 11e   | 100 m papillon    |
| 1982 | Championnats du monde | Guayaquil   | 8e    | 200 m papillon    |
| 1982 | Championnats du monde | Guayaquil   | 8e    | 4 x 100 m 4 nages |
| 1982 | Jeux du Commonwealth  | Brisbane    | 3e    | 200 m papillon    |
| 1982 | Jeux du Commonwealth  | Brisbane    | 2e    | 4 x 100 m 4 nages |
| 1983 | Championnats d'Europe | Rome        | 4e    | 100 m papillon    |
| 1983 | Championnats d'Europe | Rome        | 4e    | 200 m papillon    |
| 1984 | Jeux olympiques       | Los Angeles | 13e   | 100 m papillon    |
| 1984 | Jeux olympiques       | Los Angeles | 16e   | 200 m papillon    |